# Плавание на летних Олимпийских играх 2008 — комбинированная эстафета 4×100 метров (мужчины)
Соревнования в комбинированной эстафете 4×100 метров (мужчины) на Олимпиаде 2008 года проводились 15 и 17 августа в Пекинском национальном плавательном комплексе.
Сборная США выиграла эту эстафету 12-й раз из 13 проводившихся на Олимпийских играх с 1960 года. Единственный раз американцы не выиграли золото в этой дисциплине в 1980 году в Москве, т. к. пропускали ту Олимпиаду из-за политического бойкота (победу одержали австралийцы).
Майкл Фелпс завоевал свою восьмую золотую медаль на Играх в Пекине, побив рекорд Марка Спитца, выигравшего 7 золотых медалей на Играх 1972 года в Мюнхене. Общее число своих золотых олимпийских наград Фелпс довёл до рекордных 14 (8 в Пекине + 6 в 2004 году в Афинах).

## Медалисты
| Золото  | Арон Пирсол, Брендан Хансен, Майкл Фелпс, Джейсон Лезак, Мэтт Гриверс*, Марк Ганглофф*, Иан Крокер*, Гарретт Вебер-Гейл* США          |
| Серебро | Хайден Стокель, Брентон Рикард, Эндрю Лотерштайн, Имон Салливэн, Эшли Делэни*, Кристиан Спренгер*, Адам Пайн*, Мэтт Таргет* Австралия |
| Бронза  | Юнити Миясита, Косукэ Китадзима, Такуро Фудзии, Хисаёси Сато, Япония                                                                  |

*—участвовали только в предварительном заплыве

## Рекорды
До начала соревнований, мировой и олимпийский рекорды были следующими:
| Мировой рекорд     | США Арон Пирсол (53,45) Брендан Хансен (59,37) Иан Крокер (50,28) Джейсон Лезак (47,58) | 3.30,68 | Афины, Греция | 21 августа, 2004 |
| Олимпийский рекорд | США Арон Пирсол (53,45) Брендан Хансен (59,37) Иан Крокер (50,28) Джейсон Лезак (47,58) | 3.30,68 | Афины, Греция | 21 августа, 2004 |

Во время соревнований в этой дисциплине были установлены олимпийские или мировые рекорды:
| Дата       | Заплыв | Спортсмен                                            | Страна | Время   | Рекорд |
| ---------- | ------ | ---------------------------------------------------- | ------ | ------- | ------ |
| 17 августа | Финал  | Арон Пирсол Брендан Хансен Майкл Фелпс Джейсон Лезак | США    | 3.29,34 | OR, WR |

## Заплывы

### Отборочные
15 августа 2008, с 20:44 по местному времени (UTC+8)
| Место | Заплыв | Страна                                                                            | На спине | Брасс   | Баттерфляй | Вольный стиль | Время                    |
| ----- | ------ | --------------------------------------------------------------------------------- | -------- | ------- | ---------- | ------------- | ------------------------ |
| 0     | 0      | !а                                                                                | !a       | !а      | !a         | !a            | !a                       |
| 1     | 2      | США Мэтт Гриверс, Марк Ганглофф, Иан Крокер, Гарретт Вебер-Гейл                   | 53,59    | 1.00,35 | 50,85      | 47,96         | 3.32,75                  |
| 2     | 1      | Австралия Эшли Делэни, Кристиан Спренгер, Адам Пайн, Мэтт Таргет                  | 53,74    | 59,95   | 51,66      | 47,41         | 3.32,76 — рекорд Океании |
| 3     | 1      | Япония Юнити Миясита, Косукэ Китадзима, Такуро Фудзии, Хисаёси Сато               | 54,29    | 58,79   | 50,86      | 48,87         | 3.32,81 — рекорд Азии    |
| 4     | 2      | Россия Аркадий Вятчанин, Роман Слуднов, Николай Скворцов, Андрей Гречин           | 53,86    | 59,63   | 51,62      | 48,48         | 3.33,59 — рекорд Европы  |
| 5     | 1      | Великобритания Лайэм Тэнкок, Кристофер Кук, Майкл Рок, Саймон Барнетт             | 54,67    | 59,40   | 51,99      | 47,77         | 3.33,83                  |
| 6     | 2      | Новая Зеландия Дэниэл Белл, Гленн Снидерс, Корни Свэйнпул, Кэм Гибсон             | 54,52    | 59,46   | 52,12      | 47,99         | 3.34,09                  |
| 7     | 2      | ЮАР Герхард Зандберг, Кэмерон ван дер Бург, Линдон Фернс, Дариан Таунсенд         | 54,19    | 59,68   | 52,33      | 47,96         | 3.34,16 — рекорд Африки  |
| 8     | 2      | Италия Мирко ди Тора, Алессандро Террин, Маттия Налессо, Филиппо Маньини          | 54,05    | 1.01,25 | 51,96      | 47,06         | 3.34,32                  |
| 9     | 2      | Франция Бенжамин Стасюлис, Юг Дюбоск, Кристоф Лебон, Фабьен Жило                  | 55,46    | 59,29   | 51,97      | 48,06         | 3.34,78                  |
| 10    | 2      | Канада Джейк Тэпп, Майк Эндрю Браун, Джо Барток, Брент Хейден                     | 55,16    | 1.00,98 | 52,58      | 46,84         | 3.35,56                  |
| 11    | 1      | Швеция Симон Шёдин, Йонас Андерссон, Ларс Фрёландер, Йонас Перссон                | 55,27    | 1.01,22 | 51,13      | 48,21         | 3.35,83                  |
| 12    | 2      | Хорватия Гордан Козули, Ваня Рогули, Марио Тодорович, Дуже Драганья               | 54,91    | 1.01,30 | 51,52      | 49,96         | 3.37,69                  |
| 13    | 1      | Румыния Разван Ионут Флореа, Валентин Преда, Йон Стефан Гергел, Норберт Трандафир | 54,81    | 1.01,41 | 52,44      | 49,34         | 3.38,00                  |
| 14    | 1      | Бразилия Гильерме Гиду, Фелипе Силва, Каю Алмейда, Николас Оливейра               | 54,78    | 1.02,06 | 53,31      | 48,51         | 3.38,66                  |
| 15    | 1      | Украина Александр Исаков, Валерий Дымо, Сергей Бреус, Юрий Егошин                 | 56,66    | 1.00,61 | 52,38      | 49,11         | 3.38,76                  |
| 16    | 1      | Беларусь Павел Санкович, Виктор Вабищевич, Евгений Лазука, Станислав Неверовский  | 55,11    | 1.01,89 | 52,63      | 49,76         | 3.39,39                  |
| 999   | 999    | ЯЯЯ                                                                               | ~z       | ~z      | ~z         | ~z            | ~z                       |

### Финал
17 августа 2008, в 11:03 по местному времени
| Место | Дорожка | Страна                                                                      | На спине | Брасс   | Баттерфляй | Вольный стиль | Время                    |
| ----- | ------- | --------------------------------------------------------------------------- | -------- | ------- | ---------- | ------------- | ------------------------ |
| 0     | 0       | !а                                                                          | !a       | !а      | !a         | !a            | !a                       |
| 1     | 4       | США Арон Пирсол, Брендан Хансен, Майкл Фелпс, Джейсон Лезак                 | 53,16    | 59,27   | 50,15      | 46,76         | 3.29,34 — мировой рекорд |
| 2     | 5       | Австралия Хайден Стокель, Брентон Рикард, Эндрю Лотерштайн, Имон Салливэн   | 53,80    | 58,56   | 51,03      | 46,65         | 3.30,04 — рекорд Океании |
| 3     | 3       | Япония Юнити Миясита, Косукэ Китадзима, Такуро Фудзии, Хисаёси Сато         | 53,87    | 58,07   | 50,89      | 48,35         | 3.31,18 — рекорд Азии    |
| 4     | 6       | Россия Аркадий Вятчанин, Роман Слуднов, Евгений Коротышкин, Евгений Лагунов | 53,36    | 59,45   | 51,62      | 47,49         | 3.31,92 — рекорд Европы  |
| 5     | 7       | Новая Зеландия Дэниэл Белл, Гленн Снидерс, Корни Свэйнпул, Кэм Гибсон       | 54,74    | 59,87   | 51,78      | 47,00         | 3.33,39                  |
| 6     | 2       | Великобритания Лайэм Тэнкок, Кристофер Кук, Майкл Рок, Саймон Барнетт       | 54,69    | 59,65   | 52,02      | 47,33         | 3.33,69                  |
| 7     | 1       | ЮАР Герхард Зандберг, Кэмерон ван дер Бург, Линдон Фернс, Дариан Таунсенд   | 54,69    | 59,40   | 51,39      | 48,22         | 3.33,70 — рекорд Африки  |
|       | 8       | Италия Мирко ди Тора, Лорис Фаччи, Маттия Налессо, Филиппо Маньини          | 54,52    | 1.00,55 | 52,26      |               | DSQ                      |
| 999   | 999     | ЯЯЯ                                                                         | ~z       | ~z      | ~z         | ~z            | ~z                       |